# Rachata Chanlao
Rachata Chanlao (thailändisch รชต จันทร์เหลา; * 24. September 2004), auch als Tang bekannt, ist ein thailändischer Fußballspieler.

## Karriere
Rachata Chanlao erlernte das Fußballspielen in der Schulmannschaft des Assumption College sowie in der Jugend des Samut Prakan City FC. Hier unterschrieb er im Juli 2024 seinen ersten Profivertrag. Der Verein aus Samut Prakan spielte in der zweiten Liga, der Thai League 2. In seiner ersten Saison bestritt er 21 Zweitligaspiele. Nach einer Spielzeit wurde sein Vertrag im Sommer 2024 um ein weiteres Jahr verlängert. Nach insgesamt 25 Ligaspielen, in denen er einen Treffer erzielte, wechselte er Anfang Januar 2025 zum Drittligisten Raj-Pracha FC. Mit dem Verein aus der Hauptstadt Bangkok spielt er in der Western Region der Liga.